# رغيب (اسم)
رغيب هو اسم علم مذكر من أصل عربي، ومعناه هو صيغة مبالغة من الاسم «راغب»، والرغيب كذلك الواسع الجوف الواسع الخطا الطموح.

## وصلات خارجية
- موسوعة السلطان قابوس لأسماء العرب نسخة محفوظة 5 أبريل 2019 على موقع واي باك مشين.